# Acronicta afflicta
Acronicta afflicta är en fjärilsart som beskrevs av Augustus Radcliffe Grote 1864. Acronicta afflicta ingår i släktet Acronicta och familjen nattflyn. Inga underarter finns listade i Catalogue of Life.

## Bildgalleri

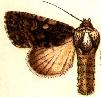
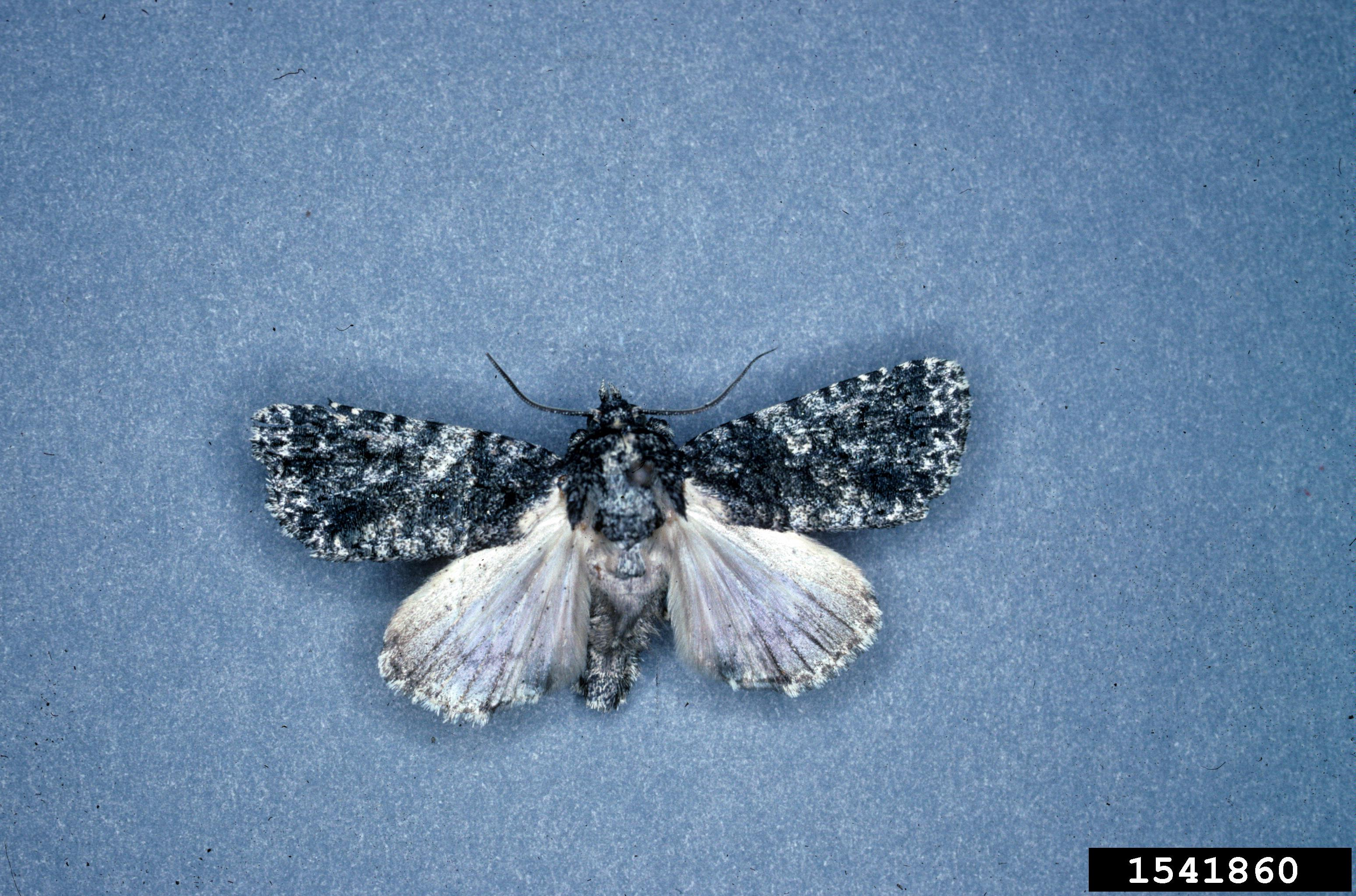
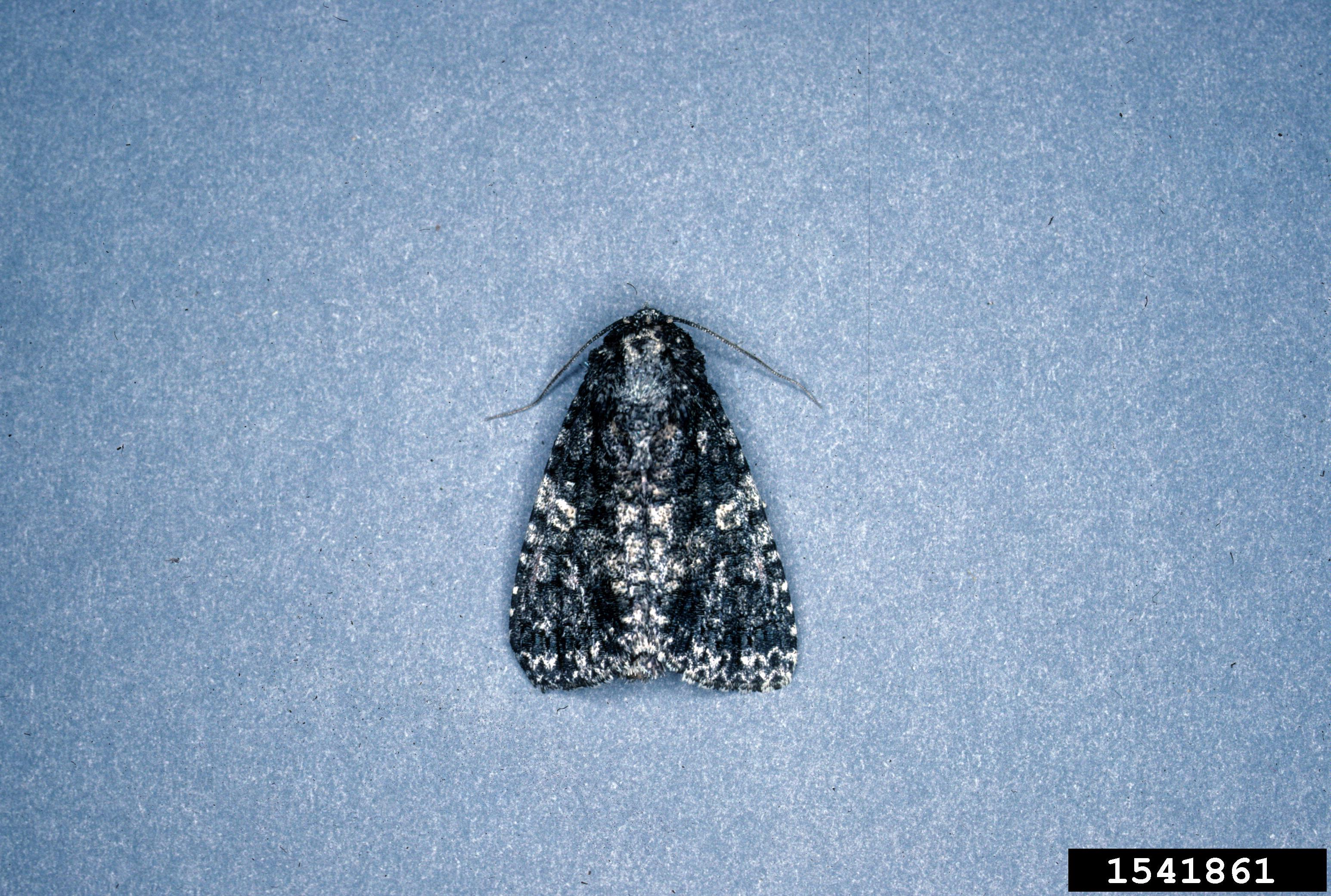
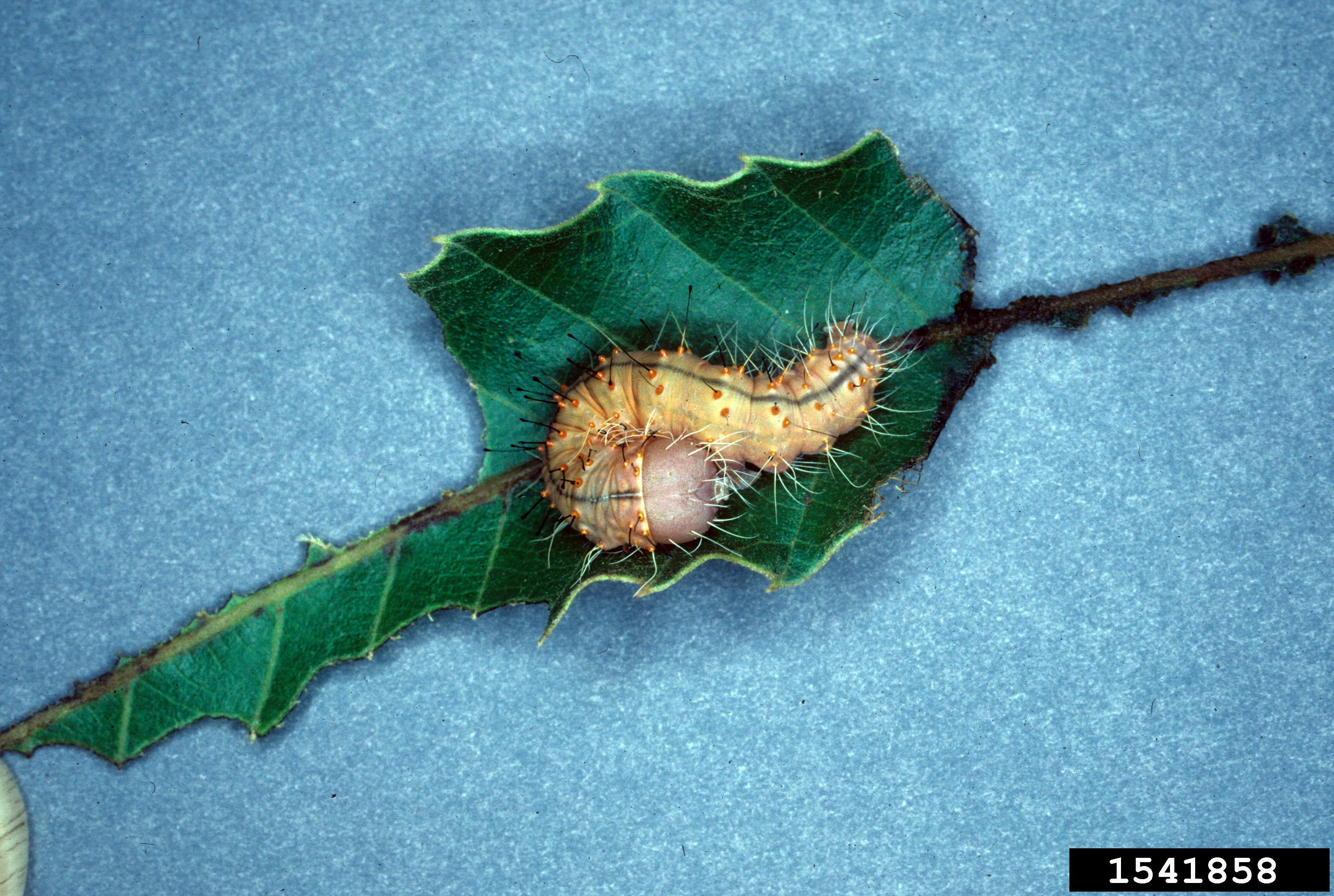
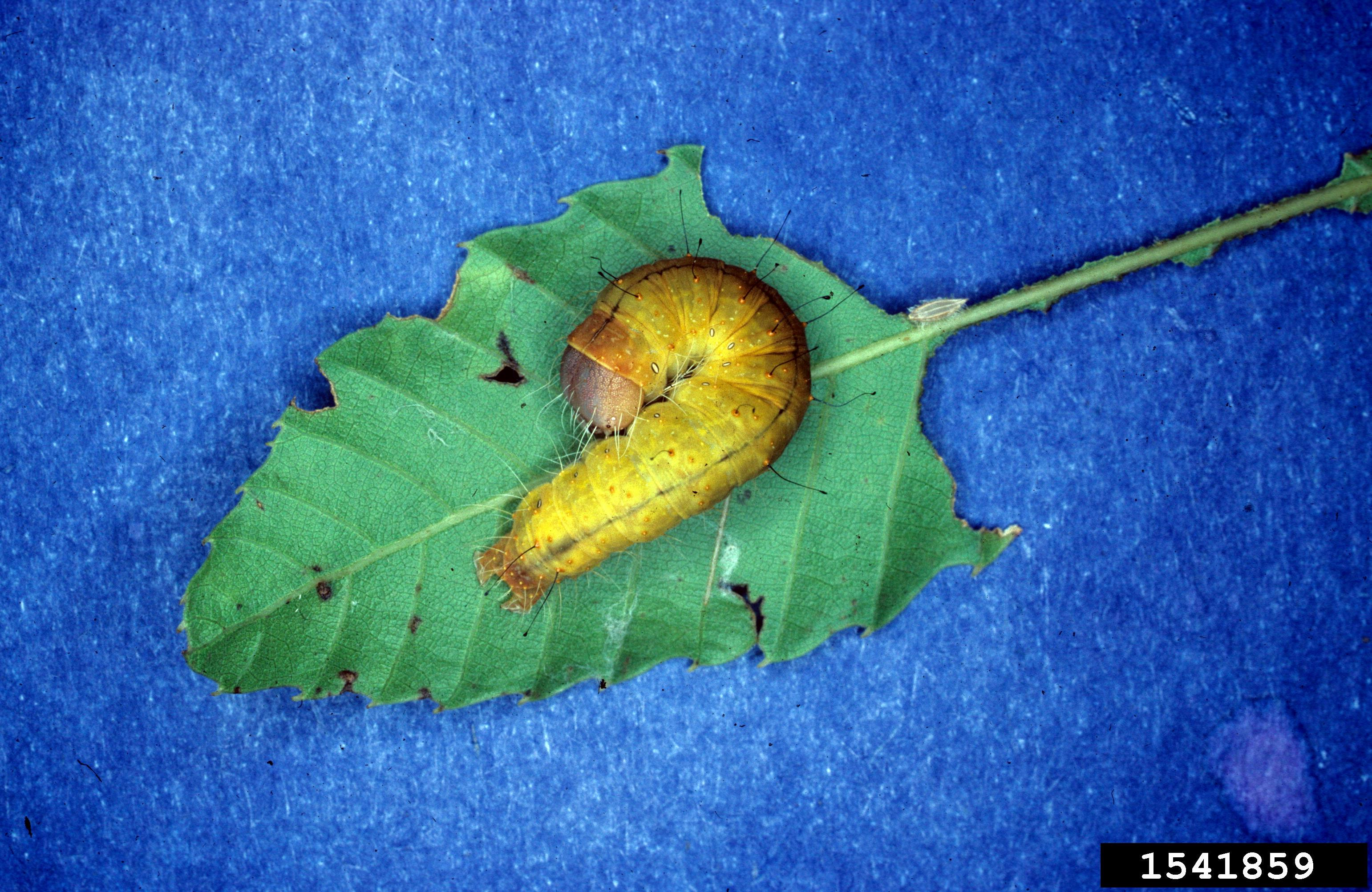